# Stake Gill
Der Stake Gill ist ein Wasserlauf im Lake District, Cumbria, England.
Der Stake Gill entspringt südlich des Stake Pass. Er fließt in südlicher Richtung bis zu seiner Mündung in den Mickleden Beck.